# Amadeüs
Amadeüs es un grupo español perteneciente al género heavy metal con fusiones de metal sinfónico y música clásica. Las letras de sus composiciones son íntegramente en castellano y sus giras se han extendido a lo largo de todo el territorio nacional.

## Historia
La banda catalana Amadeüs nació de un proyecto en solitario llamado Edén por parte de Israel Ramos (su vocalista y principal compositor), en el año 1999. Alrededor de 6 años más tarde se une a él Gonzalo Moldes y ambos comienzan a darle forma real como grupo musical. La banda pasa por varias formaciones hasta consolidarse finalmente, bautizándose como Amadeüs.
En el año 2006, la banda actúa por primera vez en Madrid, en la sala Ritmo Y Compás, repartiendo 150 maquetas gratuitas entre los asistentes.
En noviembre de 2007 comienza la grabación de su disco debut Caminos del alma, por Israel Ramos en Dante Studios, y la producción a cargo de Alberto Rionda de Avalanch en Bunker Studios e Israel Ramos en Dante Studios. 

Tras el lanzamiento del disco el 6 de febrero de 2009, y con una formación estable compuesta por Israel Ramos a la voz, Rubén Lanuza y David García a las guitarras, Gonzalo Moldes a la batería, Sergi Camps a los teclados y Raúl Sousa al bajo, la banda se embarca en una gira bautizada como "Caminos y almas tour ‘09", comenzando por Valencia y que les llevará por diversos puntos del país como Bilbao, San Sebastián, Asturias, Barcelona, Madrid, Badajoz, Galicia, Sevilla, Jerez…además de acompañar a la banda asturiana Avalanch en gran parte de su gira.
Una vez finalizado el tour conjunto, Amadeüs sigue girando y actuando en festivales como «Derrame rock 2009» (Asturias), compartiendo cartel con bandas de la talla de Kreator, Rata Blanca, Gamma Ray, Hamlet, Son de meiga de Galicia o Albuquerque Rock de Badajoz. Además actúa junto con 037 (Leo Jiménez) en varios puntos del país. A finales de verano actúan en el Ripollet rock festival junto con Épica (Holanda) y otras bandas nacionales, cerrando la gira el mes de noviembre, en el festival jerezano Taboo Metal, compartiendo cartel con Saurom, entre otras bandas.
A mediados del 2011, la banda restablece de nuevo su formación quedando finalmente consolidada con: Israel Ramos a la voz, Rubén Lanuza y Alberto Román a las guitarras, Jared Camps al bajo, Luana Cuenca al teclado, Alberto Linares a la batería. Más adelante se sustituirá a Luana Cuenca por Miquel García en los teclados. 
En 2012 sacaron el segundo álbum, al que bautizaron como Black Jack,  que se grabó en Dante Studios por Israel Ramos, excepto voces, mezcla y mastering, que se realizó en Bunker Estudios por Alberto Rionda (Avalanch). 
Poco después de acabar la gira del disco Black Jack y lanzar su bonus track llamado «Caléndula», Israel Ramos y Rubén Lanuza se unen a Alberto Rionda en su nuevo proyecto (Alquimia). Amadeüs queda parado temporalmente.
En 2019 y por el décimo aniversario del disco de Amadeüs Caminos del alma, Israel Ramos retoma el proyecto para regrabar un recopilatorio de los 2 discos de la banda, titulado ahora Caminos del alma X aniversario y contando con una enorme cantidad de grandes músicos nacionales, entre ellos, Alberto Rionda, Tete Novoa, Morti, Victor de Andrés, José Broseta y otros tantos, colaborando muchos de ellos tanto en la nueva grabación de estudio como en los 2 shows exclusivos que anuncian para febrero del mismo año. Unos shows que contarán con prácticamente al completo lo que fue la primera y más consolidada formación de músicos de la banda. Además del disco aniversario, Amadeüs estrena un nuevo tema, LUZ. 
[actualizar]

## Reconocimientos
Amadeüs recibió el reconocimiento de «Grupo revelación 2009» según los lectores del webzine thedrinktim.[cita requerida]

## Formación
- Israel Ramos (Composición y voz)
- Rubén Lanuza (Guitarra)
- Alberto Román (Guitarra)
- Jared Camps (Bajo)

### Exmiembros
Únicamente a partir de su debut, ya que, además de los miembros citados a continuación, Amadeüs ha contado entre sus filas con diversos músicos, así como colaboradores.
- Miquel García (Teclados)
- Alberto Linares (Batería)
- Raúl Sousa (Bajo)
- Luana Cuenca (Teclados)
- David García (Guitarra)
- Gonzalo Moldes (Batería)
- Sergi Camps (Teclados)

## Discografía
- Por el Río Olvidado (2006) - Demo
- Caminos del alma (2009)[4]
- Black Jack  (2012)
- Caléndula (2012) - Bonus Track
- Caminos del Alma X aniversario (2019)
- Luz (2019) - Sencillo
- El dolor fantasma (2021) - Sencillo
- Hijos de Madea (BJ II) (2021) - Sencillo
- Nunca Más (2022) - Sencillo